# Собор Рибе
Собор Святой Марии в Рибе (дат. Ribe Domkirke, Vor Frue Maria Domkirke) — собор в городе Рибе на западном побережье южной Ютландии в Дании.
Первая христианская церковь в Дании, основанная в эпоху викингов миссионером Ансгаром с позволения языческого короля Хорика I. За всю свою долгую историю собор был несколько раз разрушен, но позже восстановлен; его неоднократно расширяли и перестраивали. Собор сохранился лучше других романских зданий Дании; вместе с тем не избежал влияния позднейших стилей и художественных традиций. Входит в число крупнейших туристических достопримечательностей страны.

## История
Первая церковь в Рибе была основана в 860 году Ансгаром, который впоследствии стал архиепископом Гамбургским. Это была деревянная церковь, построенная с разрешения короля Хорика I на южной стороне реки. Ансгар завоевал доверие короля, который сжёг Гамбург в 845 году, родной город Ансгара. Однако вскоре датчане в Хедебю и Рибе пожаловались на звон церковных колоколов, которые, как они опасались, могли отпугнуть духов-хранителей ландветте. Несмотря на возрастающее влияние Ансгара и его сподвижников молодой король Хорик II закрыл церковь в Хедебю. В конце концов Ансгар заслужил доверие и этого короля, и церковь вновь была открыта прихожанам.
Святой Римберт, сменивший Ансгара, умер в 888 году. После его смерти миссионерская деятельность в Дании сошла на нет, а церковь была сожжена, чтобы уничтожить любые воспоминания об этой «чужеродной» религии.
В 948 году Святой Леофдаг основал в Рибе епархию. Под руководством архиепископа Гамбургского, который был уполномочен римской курией для обращения датчан в свою веру, Леофдаг стал первым епископом Рибе. Он был убит в том же году, когда хускерл пронзил его копьем, пока тот переправлялся вброд по реке в Рибе. Хотя он никогда не был канонизирован, Леофдаг почитался до Реформации как местный святой. Его останки в конечном итоге были захоронены в соборе Рибе.
Первый каменный собор был заложен епископом Туром в 1110 году и полностью завершён в 1134 году. Для строительства собора импортировался туф из Германии, поскольку в районе Рибе камень был в дефиците. Собор был построен в романском стиле по образцу церквей в северной Германии с полукруглыми арками, поддерживающими плоский деревянный потолок. Убитый в июле 1137 года король Дании Эрик II был похоронен в соборе в Рибе. Погребение монарха прибавило собору известности.
В результате большого пожара 1176 новый собор сильно пострадал, однако не был полностью разрушен. Сегодня он считается наиболее сохранившимся зданием романской архитектуры в Дании. Старая церковь была восстановлена и дополнена новыми постройками из большого красного кирпича — нового для того времени строительного материала. Церковь была значительно расширена: неф по бокам стал окружён двойными проходами. В некоторых частях церкви были подняты старые плоские потолки и возведены готические своды. В конце XII века для собора был возведён новый парадный портал, называемый «порталом кошачьей головы», поскольку у основания двух колонн по бокам дверного проёма установлены пара львов.
В 1259 году в соборе Рибе был похоронен король Дании Кристофер I. Незадолго до утренней мессы на Рождество 1283 года при обрушении северо-западной башни церкви погибло несколько человек. На месте рухнувшей башни была возведена гораздо более высокая «башня простолюдина». Нижние уровни новой башни отошли церкви, в то время как верхние этажи были отведены под архив городских документов и использовались в качестве сторожевой башни. Во время датско-шведской войны на башню были подняты восемь пушек, чтобы защитить город от вторжения. В 1644 году оттуда обстреливали шведские корабли. 62-метровая башня простолюдина в 1333 году была покрыта медным «рейнским шлемом», включая узкий шпиль на вершине.
В 1402 году часть собора сгорела; для восстановления и расширения уцелевших вспомогательных строений вокруг собора снова использовался кирпич. 1 января 1443 года в соборе Рибе состоялась коронация короля Кристофера III.
В 1536 году государственной религией Дании стало лютеранство. Собор в Рибе закрыли, а монахов изгнали. Собор подвергся актам вандализма и был заброшен. В 1542 году Ганс Таузен был назначен лютеранским суперинтендентом Рибе и оставался им до своей смерти в 1561 году. За его вклад в датскую Реформацию в соборе Рибе у башни Марии ему был установлен памятник. В 1560 году из собора были убраны последние римско-католические статуи, произведения искусства, алтари и украшения, а средневековая роспись заштукатурена. 3 сентября 1580 года центр города сгорел дотла, а собору был нанесён серьёзный ущерб. Большинство домов, оставшихся в центре города Рибе, датируются этим периодом.
Башня простолюдина частично обрушилась в 1594 году. Она была восстановлена, но стала на 10 метров ниже, чем была ранее; также в бюджете не было денег на новый шпиль и крыша осталась плоской. В 1595—1597 годах в церкви была установлена новая кафедра, которую вырезал из дерева скульптор Йенс Асмуссен из Оденсе.
В ночь с 11 на 12 октября 1634 года на Рибе и окрестные фермы обрушился сильнейший шторм, в котором погибло так много людей и животных, что его прозвали «Великим наводнением». Вода затопила собор до самой кафедры. Позже в том же году, собор получил новый орган в замену старого. В 1741 году вступил в должность один из самых известных епископов Рибе — Ханс Адольф Брорсон.
В 1843 году храм был отреставрирован, при этом пол был опущен на полметра. Во время реставрации 1883—1904 годов собору был возвращён изначальный внешний вид настолько, насколько это было возможно. В память о реставрации в 1904 года художником и скульптором Анной Мари Карл-Нильсен были созданы три новые двери, в том числе новая бронзовая дверь главного портала.
С 1939 года органистом собора служил композитор Руд Ланггор (1893—1952). Он не мог получить пост в Копенгагене, поскольку его работы не соответствовали традициям церковной музыки и были по достоинству оценены только после его смерти.
В 1983—1987 годах художник КОБРА Карл-Хеннинг Педерсен отреставрировал апсиду. Проект модернизации апсиды вызвал много споров. В обсуждении произведений искусства, предполагаемых для размещения в соборе и представленных публике на временной экспозиции, приняли участие как жители Рибе, так и другие заинтересованные лица. Половина отзывов была в пользу модернизации убранства собора, и в итоге спорный проект был утверждён. Это послужило значимым прецедентом для модернизации других средневековых храмов Дании.
- Детали интерьера
- Модель корабля (авт. капитан Йенсен)
- Кафедра (авт. Йенс Асмуссен)
- Апсида (авт. Карл Хеннинг Педерсон)
- Бронзовая купель (1375 год)
- Орган в соборе Рибе
- Эпитафия епископа Ивара Мунка
- Святой Георгий и дракон
- Деталь бронзовой двери (авт. Анна Мари Карл-Нильсен)